# Kristoffer Olsson
Mats Kristoffer Olsson (Norrköping, 30 giugno 1995) è un calciatore svedese, centrocampista del Midtjylland e della nazionale svedese.

## Biografia
Il 20 febbraio 2024 ha perso conoscenza mentre si trovava nella sua casa; successivamente è stato ricoverato e collegato a un ventilatore.

## Caratteristiche tecniche
Interno di centrocampo, può giocare come mediano o come trequartista.

## Carriera

### Club
La sua prima squadra giovanile è stata lo Sleipner. All'età di 16 anni ha iniziato a far parte della principale squadra della sua città, l'IFK Norrköping.
Ha attirato l'attenzione di alcuni grandi club europei tra cui Chelsea, Juventus e Ajax. Nell'estate del 2011 è stato tuttavia l'Arsenal ad assicurarsi il giovane per 200.000 sterline, su consiglio del manager dell'accademia dei Gunners Liam Brady. Nel 2013 ha partecipato alla tournée asiatica con la prima squadra, segnando anche una rete contro una selezione indonesiana su cross di Tomáš Rosický. Il 25 settembre 2013 ha esordito con l'Arsenal in una partita ufficiale, subentrando ad Isaac Hayden nell'incontro di League Cup contro il West Bromwich Albion.
Il 2 settembre 2014 l'Arsenal ha annunciato che Olsson avrebbe giocato in prestito in Danimarca al Midtjylland fino al termine dell'anno 2014. Ha esordito diciannovenne nella vittoria casalinga per 3-2 contro l'OB di Odense, entrando al 78' minuto al posto di Pione Sisto. Il 27 dicembre 2014 il Midtjylland ha annunciato di aver rilevato le sue prestazioni a titolo definitivo, con un contratto di tre anni e mezzo. Al primo anno in Danimarca ha collezionato solo 10 presenze complice un serio infortunio al perone che lo ha tenuto fuori quattro mesi, nella stagione in cui il Midtjylland ha vinto la Superligaen 2014-2015. Ristabilitosi, si è ritagliato un posto stabile da titolare nel corso del campionato successivo.

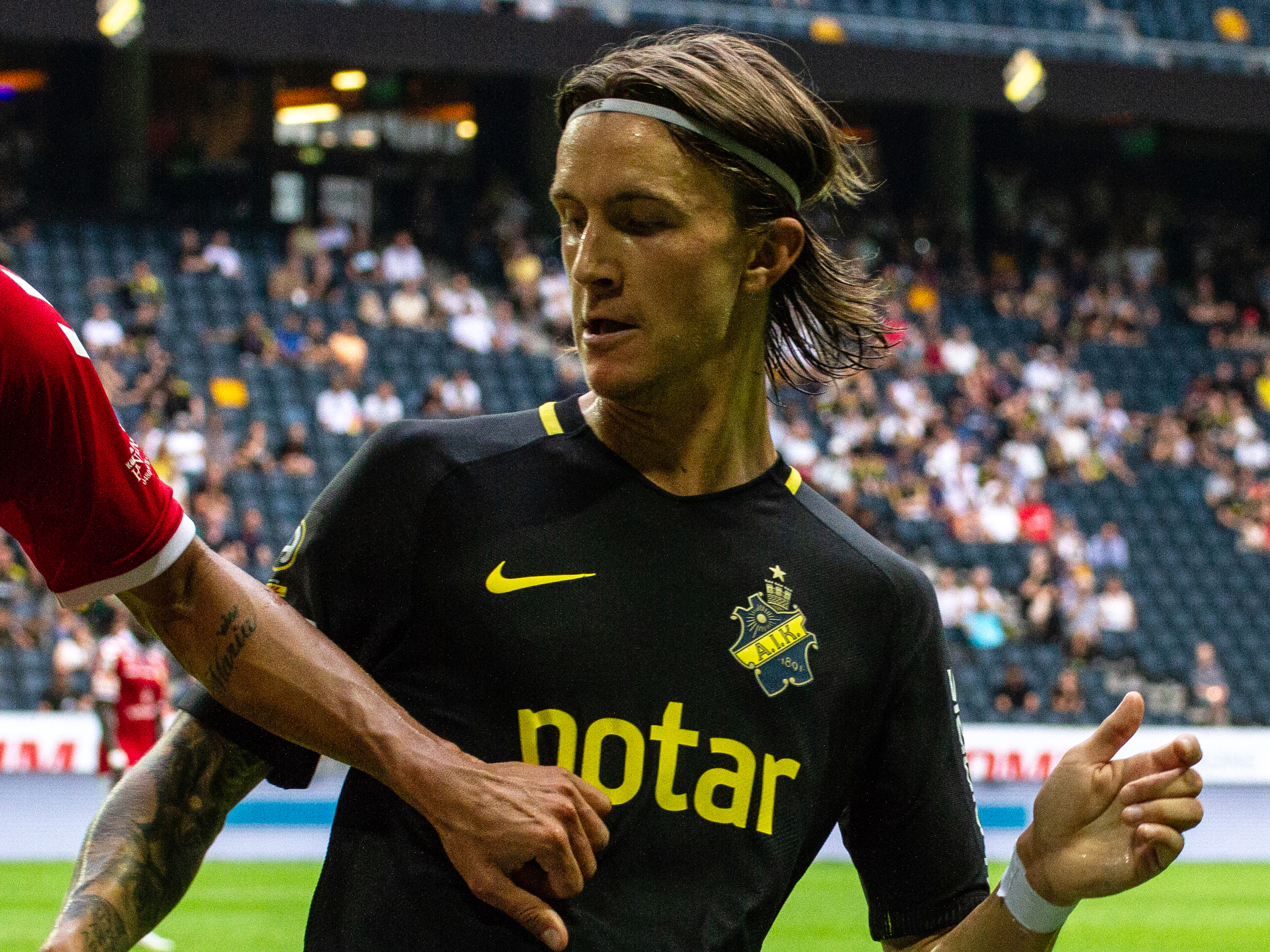
Olsson nel 2018 all'AIK

Il 31 gennaio 2017 ha iniziato la prima parentesi da professionista in patria, è stato infatti rilevato dall'AIK nell'ottica di sostituire il ghanese Ebenezer Ofori ceduto lo stesso giorno. Il club svedese ha pagato il suo cartellino circa 10 milioni di corone svedesi, una somma vicina al milione di euro. Nei primi mesi della sua annata d'esordio nel campionato svedese Olsson non ha brillato, ma nel resto della stagione si è messo in luce tanto da attirare l'interesse di club esteri. La dirigenza tuttavia non lo ha ceduto, neppure durante il campionato successivo quando erano pervenute offerte ancora più ricche, quantificate da alcuni organi di stampa in circa 4 milioni di euro. La stagione 2018 si è rivelata ricca di soddisfazioni per l'AIK e per Olsson: la squadra ha riconquistato il titolo nazionale che mancava dal 2009, mentre il giocatore è stato premiato con il riconoscimento di miglior centrocampista dell'Allsvenskan 2018 ed è entrato nel giro della nazionale maggiore.
Nel gennaio 2019, alla riapertura del mercato invernale, Olsson è stato acquistato dai russi del Krasnodar, i quali hanno pagato circa 50 milioni di corone svedesi (corrispondenti a quasi 5 milioni di euro) per rilevarne il cartellino. Olsson al Krasnodar ha trovato il connazionale Viktor Claesson, in una squadra in cui fino a pochi mesi prima il capitano era lo svedese Andreas Granqvist. Il Krasnodar alla fine di quella stagione si è classificato al 3º posto della Prem'er-Liga 2018-2019 davanti a CSKA Mosca e Spartak Mosca, qualificandosi così per i preliminari della successiva Champions League, poi superati.
Il 21 luglio 2021 è stato ufficialmente presentato come nuovo acquisto dei belgi dell'Anderlecht, a cui si è legato con un contratto quadriennale.
Il 31 agosto 2022 fa ritorno al Midtjylland.

### Nazionale

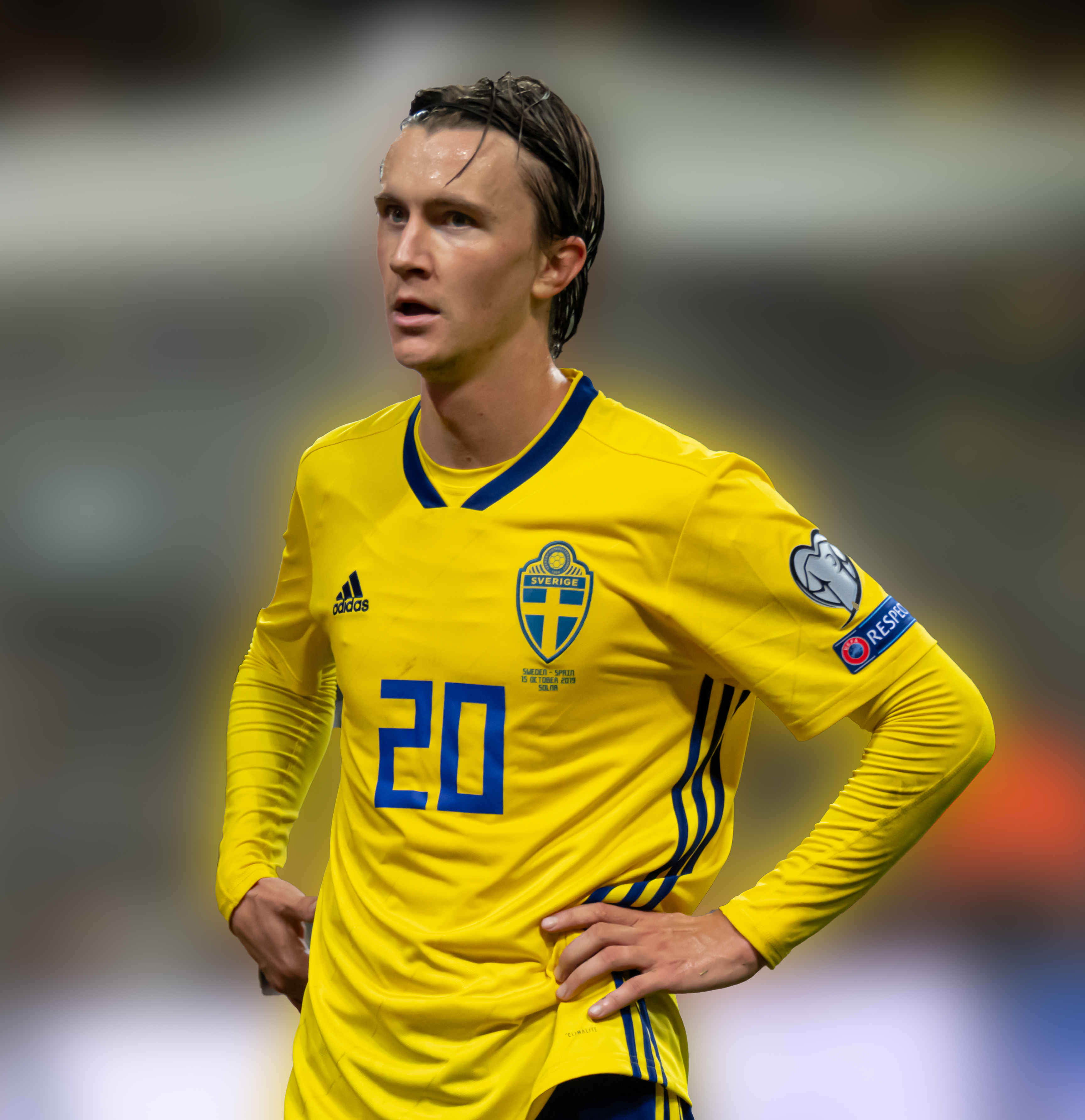
In nazionale nell'ottobre 2019 contro la Spagna

Olsson ha fatto parte di tutte le principali nazionali svedesi giovanili. Nel gennaio 2015 era stato anche chiamato a partecipare ad una tournée ad Abu Dhabi con la nazionale maggiore sperimentale composta da giocatori svedesi militanti nei campionati scandinavi, ma al primo allenamento ha riportato un grave infortunio al perone che lo ha tenuto fuori quattro mesi.
È stato incluso tra i 23 convocati per gli Europei Under-21 del 2015 culminati con la conquista del primo titolo di categoria nella storia della selezione gialloblu, di cui lo stesso Olsson è diventato capitano nei mesi a seguire.
Nel gennaio 2017, in occasione dell'amichevole di Abu Dhabi contro la Costa d'Avorio, ha potuto concretizzare il debutto con la nazionale maggiore – seppur sperimentale – che l'infortunio gli aveva impedito due anni prima. Il suo debutto in una gara non amichevole è avvenuto il 20 novembre 2018, quando la Svezia ha superato 2-0 la Russia conquistando allo stesso tempo l'accesso alla Lega A della successiva UEFA Nations League: in quell'occasione Olsson è stato anche nominato miglior giocatore della partita.
Nell'estate del 2021 ha giocato titolare in tutte e quattro le partite disputate dalla nazionale maggiore svedese a Euro 2020, competizione che era stata rinviata di un anno per via della pandemia di COVID-19.

## Statistiche

### Cronologia presenze e reti in nazionale
| Cronologia completa delle presenze e delle reti in nazionale ― Svezia | Cronologia completa delle presenze e delle reti in nazionale ― Svezia | Cronologia completa delle presenze e delle reti in nazionale ― Svezia | Cronologia completa delle presenze e delle reti in nazionale ― Svezia | Cronologia completa delle presenze e delle reti in nazionale ― Svezia | Cronologia completa delle presenze e delle reti in nazionale ― Svezia | Cronologia completa delle presenze e delle reti in nazionale ― Svezia | Cronologia completa delle presenze e delle reti in nazionale ― Svezia |
| Data                                                                  | Città                                                                 | In casa                                                               | Risultato                                                             | Ospiti                                                                | Competizione                                                          | Reti                                                                  | Note                                                                  |
| --------------------------------------------------------------------- | --------------------------------------------------------------------- | --------------------------------------------------------------------- | --------------------------------------------------------------------- | --------------------------------------------------------------------- | --------------------------------------------------------------------- | --------------------------------------------------------------------- | --------------------------------------------------------------------- |
| 8-1-2017                                                              | Abu Dhabi                                                             | Svezia                                                                | 1 – 2                                                                 | Costa d'Avorio                                                        | Amichevole                                                            | -                                                                     | 74’                                                                   |
| 7-1-2018                                                              | Abu Dhabi                                                             | Estonia                                                               | 1 – 1                                                                 | Svezia                                                                | Amichevole                                                            | -                                                                     |                                                                       |
| 11-1-2018                                                             | Abu Dhabi                                                             | Svezia                                                                | 1 – 0                                                                 | Danimarca                                                             | Amichevole                                                            | -                                                                     |                                                                       |
| 16-10-2018                                                            | Stoccolma                                                             | Svezia                                                                | 1 – 1                                                                 | Slovacchia                                                            | Amichevole                                                            | -                                                                     |                                                                       |
| 20-11-2022                                                            | Stoccolma                                                             | Svezia                                                                | 2 – 0                                                                 | Russia                                                                | UEFA Nations League 2018-2019 - 1º turno                              | -                                                                     | 89’                                                                   |
| 23-3-2019                                                             | Stoccolma                                                             | Svezia                                                                | 2 – 1                                                                 | Romania                                                               | Qual. Euro 2020                                                       | -                                                                     |                                                                       |
| 26-3-2019                                                             | Oslo                                                                  | Norvegia                                                              | 3 – 3                                                                 | Svezia                                                                | Qual. Euro 2020                                                       | -                                                                     | 29’ 90’                                                               |
| 7-6-2019                                                              | Stoccolma                                                             | Svezia                                                                | 3 – 0                                                                 | Malta                                                                 | Qual. Euro 2020                                                       | -                                                                     |                                                                       |
| 10-6-2019                                                             | Madrid                                                                | Spagna                                                                | 3 – 0                                                                 | Svezia                                                                | Qual. Euro 2020                                                       | -                                                                     | 86’                                                                   |
| 5-9-2019                                                              | Tórshavn                                                              | Fær Øer                                                               | 0 – 4                                                                 | Svezia                                                                | Qual. Euro 2020                                                       | -                                                                     |                                                                       |
| 8-9-2019                                                              | Stoccolma                                                             | Svezia                                                                | 1 – 1                                                                 | Norvegia                                                              | Qual. Euro 2020                                                       | -                                                                     |                                                                       |
| 12-10-2019                                                            | Attard                                                                | Malta                                                                 | 0 – 4                                                                 | Svezia                                                                | Qual. Euro 2020                                                       | -                                                                     |                                                                       |
| 15-10-2019                                                            | Stoccolma                                                             | Svezia                                                                | 1 – 1                                                                 | Spagna                                                                | Qual. Euro 2020                                                       | -                                                                     |                                                                       |
| 15-11-2019                                                            | Bucarest                                                              | Romania                                                               | 0 – 2                                                                 | Svezia                                                                | Qual. Euro 2020                                                       | -                                                                     |                                                                       |
| 18-11-2019                                                            | Stoccolma                                                             | Svezia                                                                | 3 – 0                                                                 | Fær Øer                                                               | Qual. Euro 2020                                                       | -                                                                     |                                                                       |
| 5-9-2020                                                              | Stoccolma                                                             | Svezia                                                                | 0 – 1                                                                 | Francia                                                               | UEFA Nations League 2020-2021 - 1º turno                              | -                                                                     |                                                                       |
| 8-9-2020                                                              | Stoccolma                                                             | Svezia                                                                | 0 – 2                                                                 | Portogallo                                                            | UEFA Nations League 2020-2021 - 1º turno                              | -                                                                     |                                                                       |
| 8-10-2020                                                             | Mosca                                                                 | Russia                                                                | 1 – 2                                                                 | Svezia                                                                | Amichevole                                                            | -                                                                     | 45’ 90’                                                               |
| 11-10-2020                                                            | Zagabria                                                              | Croazia                                                               | 2 – 1                                                                 | Svezia                                                                | UEFA Nations League 2020-2021 - 1º turno                              | -                                                                     |                                                                       |
| 14-10-2020                                                            | Lisbona                                                               | Portogallo                                                            | 3 – 0                                                                 | Svezia                                                                | UEFA Nations League 2020-2021 - 1º turno                              | -                                                                     | 57’                                                                   |
| 14-11-2020                                                            | Göteborg                                                              | Svezia                                                                | 2 – 1                                                                 | Croazia                                                               | UEFA Nations League 2020-2021 - 1º turno                              | -                                                                     |                                                                       |
| 17-11-2020                                                            | Saint-Denis                                                           | Francia                                                               | 4 – 2                                                                 | Svezia                                                                | UEFA Nations League 2020-2021 - 1º turno                              | -                                                                     | 28’                                                                   |
| 25-3-2021                                                             | Stoccolma                                                             | Svezia                                                                | 1 – 0                                                                 | Georgia                                                               | Qual. Mondiali 2022                                                   | -                                                                     | 59’ 68’                                                               |
| 28-3-2021                                                             | Pristina                                                              | Kosovo                                                                | 0 – 3                                                                 | Svezia                                                                | Qual. Mondiali 2022                                                   | -                                                                     | 90’                                                                   |
| 5-6-2021                                                              | Stoccolma                                                             | Svezia                                                                | 3 – 1                                                                 | Armenia                                                               | Amichevole                                                            | -                                                                     |                                                                       |
| 14-6-2021                                                             | Siviglia                                                              | Spagna                                                                | 0 – 0                                                                 | Svezia                                                                | Euro 2020 - 1º turno                                                  | -                                                                     | 84’                                                                   |
| 18-6-2021                                                             | San Pietroburgo                                                       | Svezia                                                                | 1 – 0                                                                 | Slovacchia                                                            | Euro 2020 - 1º turno                                                  | -                                                                     | 23’ 64’                                                               |
| 23-6-2021                                                             | San Pietroburgo                                                       | Svezia                                                                | 3 – 2                                                                 | Polonia                                                               | Euro 2020 - 1º turno                                                  | -                                                                     |                                                                       |
| 29-6-2021                                                             | Glasgow                                                               | Svezia                                                                | 1 – 2 dts                                                             | Ucraina                                                               | Euro 2020 - Ottavi di finale                                          | -                                                                     | 101’                                                                  |
| 2-9-2021                                                              | Stoccolma                                                             | Svezia                                                                | 2 – 1                                                                 | Spagna                                                                | Qual. Mondiali 2022                                                   | -                                                                     |                                                                       |
| 8-9-2021                                                              | Atene                                                                 | Grecia                                                                | 2 – 1                                                                 | Svezia                                                                | Qual. Mondiali 2022                                                   | -                                                                     |                                                                       |
| 9-10-2021                                                             | Stoccolma                                                             | Svezia                                                                | 3 – 0                                                                 | Kosovo                                                                | Qual. Mondiali 2022                                                   | -                                                                     | 90’                                                                   |
| 12-10-2021                                                            | Stoccolma                                                             | Svezia                                                                | 2 – 0                                                                 | Grecia                                                                | Qual. Mondiali 2022                                                   | -                                                                     |                                                                       |
| 11-11-2021                                                            | Batumi                                                                | Georgia                                                               | 2 – 0                                                                 | Svezia                                                                | Qual. Mondiali 2022                                                   | -                                                                     |                                                                       |
| 14-11-2021                                                            | Siviglia                                                              | Spagna                                                                | 1 – 0                                                                 | Svezia                                                                | Qual. Mondiali 2022                                                   | -                                                                     |                                                                       |
| 24-3-2022                                                             | Stoccolma                                                             | Svezia                                                                | 1 – 0 dts                                                             | Rep. Ceca                                                             | Qual. Mondiali 2022                                                   | -                                                                     | 103’ 107’                                                             |
| 29-3-2022                                                             | Chorzów                                                               | Polonia                                                               | 2 – 0                                                                 | Svezia                                                                | Qual. Mondiali 2022                                                   | -                                                                     |                                                                       |
| 2-6-2022                                                              | Lubiana                                                               | Slovenia                                                              | 0 – 2                                                                 | Svezia                                                                | UEFA Nations League 2022-2023 - 1º turno                              | -                                                                     | 45’ 65’                                                               |
| 5-6-2022                                                              | Stoccolma                                                             | Svezia                                                                | 1 – 2                                                                 | Norvegia                                                              | UEFA Nations League 2022-2023 - 1º turno                              | -                                                                     | 77’                                                                   |
| 9-6-2022                                                              | Stoccolma                                                             | Svezia                                                                | 0 – 1                                                                 | Serbia                                                                | UEFA Nations League 2022-2023 - 1º turno                              | -                                                                     | 42’ 77’                                                               |
| 24-9-2022                                                             | Belgrado                                                              | Serbia                                                                | 4 – 1                                                                 | Svezia                                                                | UEFA Nations League 2022-2023 - 1º turno                              | -                                                                     | 45’                                                                   |
| 27-9-2022                                                             | Stoccolma                                                             | Svezia                                                                | 1 – 1                                                                 | Slovenia                                                              | UEFA Nations League 2022-2023 - 1º turno                              | -                                                                     | 76’ 78’                                                               |
| 19-11-2022                                                            | Malmö                                                                 | Svezia                                                                | 2 – 0                                                                 | Algeria                                                               | Amichevole                                                            | -                                                                     | 66’                                                                   |
| 24-3-2023                                                             | Göteborg                                                              | Svezia                                                                | 0 – 3                                                                 | Belgio                                                                | Qual. Euro 2024                                                       | -                                                                     | 38’ 64’                                                               |
| 16-6-2023                                                             | Solna                                                                 | Svezia                                                                | 4 – 1                                                                 | Nuova Zelanda                                                         | Amichevole                                                            | -                                                                     | 46’                                                                   |
| 20-6-2023                                                             | Vienna                                                                | Austria                                                               | 2 – 0                                                                 | Svezia                                                                | Qual. Euro 2024                                                       | -                                                                     |                                                                       |
| 12-10-2023                                                            | Solna                                                                 | Svezia                                                                | 3 – 1                                                                 | Moldavia                                                              | Amichevole                                                            | -                                                                     | 46’                                                                   |
| 19-11-2023                                                            | Solna                                                                 | Svezia                                                                | 2 – 0                                                                 | Estonia                                                               | Qual. Euro 2024                                                       | -                                                                     | 85’                                                                   |
| Totale                                                                |                                                                       | Presenze                                                              | 48                                                                    |                                                                       | Reti                                                                  | 0                                                                     |                                                                       |

## Palmarès

### Club

#### Competizioni nazionali
- Campionato danese: 1

Midtjylland: 2014-2015, 2023-2024
- Campionato svedese: 1

AIK: 2018

### Nazionale
- Campionato d'Europa Under-21: 1

Svezia 2015